# Vaja-Pxavela
Luki Pavlóvitxa Razikaixvili, rus: Луки Павловича Разикашви́ли, en georgià ლუკა პავლეს ძე რაზიკაშვილი, més conegut pel nom artístic de Vaja-Pxavela (en georgià: ვაჟა-ფშაველა rus: Важа Пшавела), (Txargali, 26 de juliol de 1861 - Tbilisi, 10 de juliol de 1915) fou un poeta i escriptor georgià, un clàssic de la literatura georgiana contemporània.
Nasqué a la petita vila de Txargali (província de Pxavi, Geòrgia Oriental). Es graduà en el seminari pedagògic de Gori i durant dos anys va estudiar a la unitat de Sant Petersburg (Rússia). Després tornà a Geòrgia i treballà com a mestre de georgià.
Vaja-Pxavela morí el 1915, a Tbilisi.

## Obres
- Aluda Ketelauri és un poema èpic que es va publicar per primera vegada a Tbilisi de 1888 i és una expressió tardana d'aquest gènere en la Literatura georgiana.
- Amfitrió i hoste o Stumar-maspindzeli és un poema èpic que es va publicar per primera vegada a Tbilisi de 1893 i és una expressió tardana d'aquest gènere en la Literatura georgiana
- Altres poemes són "Bakhtrioni", "Gogotur i Apxina", Gvelismtxameli (Menja-colobres), "Eteri", "Mindia", etc.). Els seus treballs han estat traduïs a més de vint idiomes. També ha estat una figura representativa del moviment nacional d'alliberament de Geòrgia.